# États généraux des Provinces-Unies
Pour les articles homonymes, voir États généraux.
Leurs Hautes Puissances Messeigneurs les états généraux des provinces unies des Pays-Bas, en résumé les états généraux (en néerlandais Staten Generaal) constituaient le corps souverain suprême des institutions républicaines des Provinces-Unies créées par l'Union d'Utrecht de 1579 jusqu'à la révolution batave de 1795.
Composés d'une délégation par province (Hollande, Frise, Zélande, Utrecht, Gueldre, Groningue, Overijssel), les états généraux se révélaient être un instrument législatif pour la mise en commun de certaines politiques militaires et navales, de politiques étrangères ainsi que religieuses. De plus, la Généralité pourvoyait à l'administration de certains territoires (pays de la Généralité) issus de conquêtes ultérieures à l'Union (Brabant des États, les Flandres des États, Maastricht, etc.) ou tout simplement jugés trop pauvres pour constituer une province en tant que telle (Drenthe). À ne pas confondre avec les états provinciaux qui détenaient alors la majorité des pouvoirs dévolus aux États modernes.

## Rôle
Comme l'Union d'Utrecht fut une confédération décentralisée laissant place à diverses interprétations de ses fondements, le rôle des états généraux varia grandement selon l'époque :
- des débuts à 1618 :
  - jusqu'à l'exécution de Johan van Oldenbarnevelt et l'avènement du stathoudérat plénipotentiaire de Maurice de Nassau ;

- de 1618 à 1650 :
  - sous Maurice, Frédéric-Henri d'Orange-Nassau et Guillaume II d'Orange-Nassau ;

- de 1650 à 1672 :
  - sous la première période sans stathouder et le régime républicain de Johan de Witt ;

- de 1672 à 1702 :
  - sous le stathoudérat de Guillaume III d'Orange-Nassau ;

- de 1702 à 1795 :
  - lors de la deuxième période sans stathouder ainsi que les stathoudérats de Guillaume IV d'Orange-Nassau et Guillaume V d'Orange-Nassau.

## Les Provinces-Unies auXVIIesiècle

### Difficultés politiques des Provinces-Unies

#### Absence d'homogénéité
En 1609 s’effectue la trêve de Douze Ans avec l’Espagne permettant aux Provinces-Unies de commencer à se développer. Il y a une absence d’uniformité car il y a une importance de l’oligarchie urbaine notamment en Hollande et en Zélande. Ces deux provinces détiennent la richesse économique et le pouvoir politique. Ce problème d’uniformité est également lié aux villes qui sont administrées par les grandes familles riches. Les campagnes quant à elles sont administrées à distance par les nobles de la ville. Elles sont ainsi délaissées et les paysans les plus isolés ne peuvent pas avoir un accès aux centres administratifs et politiques.

#### Opposition entre legrand-pensionnaireet le stathouder
En 1609, on voit s’opposer deux parties : le grand-pensionnaire et le stathouder. Le grand-pensionnaire, s’appuie sur les états provinciaux de Hollande et défend les intérêts des grands commerçants et manufacturiers. Il veut préserver l’autonomie politique et financière de chaque province.
À l'opposé, le stathouder est le représentant de la puissance militaire et désire poursuivre la guerre contre l’Espagne. Sa volonté est d'affaiblir les institutions locales pour le profit du pouvoir central. Il veut ainsi mettre en essor son pouvoir personnel.

#### La reprise de la guerre contre l'Espagne
En 1621, la guerre contre l'Espagne reprend, après l’exécution d’Oldenbarnevelt. 
Guillaume II d'Orange reprend le pouvoir en 1647 et désire transformer la Stathoudérat en monarchie héréditaire. Il signe la paix avec l’Espagne après la pression de la Hollande en janvier 1648. Les états de Hollande réclament le licenciement d’une partie des troupes et la suppression des charges des capitaines. En réponse, Guillaume II fait un coup de force le 30 juillet 1650 puis fait jeter en prison les députés les plus protestataires des états de Hollande. Guillaume II échoue à la suite de sa tentative de s’emparer d’Amsterdam.

### La Hollande, maîtresse des mers

#### Premier dans les constructions navales
Grâce au bois et au goudron des forêts de Suède, et aussi du cuivre, les Hollandais ont su faire éclater la supériorité de leurs constructions navales dans les chantiers d’Amsterdam, Rotterdam et Middlebourg. Les Néerlandais savent construire beaucoup de bateaux à moindre prix. On estime vers 1660 que la flotte des Provinces-Unies totalise deux millions de tonneaux, répartis en dix mille vaisseaux. Chaque année, les chantiers néerlandais peuvent construire mille nouveaux navires. Cette flotte immense est montée par 160 000 marins.

#### Un commerce important
Les Néerlandais vendent dans toute l’Europe des harengs salés et surtout des grains venant des ports de la Baltique, allemands et baltes. De la Méditerranée et des côtes atlantiques, ils rapportent des tissus, des épices et surtout des vins. Ils sont des intermédiaires et ont su accaparer peu à peu la plupart des échanges maritimes. Dès 1600, des voyages sont montés dont en Afrique, Brésil ou vers les Antilles. Certains s’aventurent jusqu’en Orient pour exploiter les poivres et les épices de Java. Dans l’Atlantique, les Néerlandais profitent de la faiblesse du Portugal pour réussir à s’implanter au Brésil et s’emparer de Recife en 1630.

### Leurs avantages économiques
Grâce à leur situation géographique entre Baltique et Atlantique, les Provinces-Unies sont le carrefour des échanges commerciaux.

#### Leurs produits
Ce pays sait se rendre autonome par l’élevage de vaches laitières, la culture sans avoir recours à la jachère du blé, du lin, des légumes et des fleurs même s'ils doivent importer des produits alimentaires de temps à autre pour répondre à la demande de la population. Les Provinces-Unies sont capables aussi d’exporter leurs produits dont le beurre, le fromage ou des fleurs. Leur grande richesse repose sur la pêche, qui est leur ressource principale, et sur le grand commerce maritime. Les Provinces-Unies créent un empire colonial et ont le monopole du commerce de l’est du Cap et à l’ouest du détroit de Magellan. Le commerce européen transite dans leurs ports car toutes les marchandises arrivent dans leur ports pour être redistribuées. Leurs équipements sont remarquables, avec de nombreux navires, et représentent les trois quarts de la flotte européenne.

#### Sa puissance financière
La Bourse d’Amsterdam permet de spéculer sur toutes les marchandises et la banque sert de dépôt. La prospérité économique attire de nombreux capitaux étrangers. Les Provinces-Unies connaissent un formidable essor entre 1584 et 1702, période dite le « siècle d’or néerlandais ». La Compagnie des Indes orientales, créée en 1602, permet d’enrichir le pays. Elle possède un quasi-monopole sur le commerce maritime et a des forces navales très puissantes. Avec la compagnie des Indes orientales, les Provinces-Unies renforcent leur empire colonial, notamment en Afrique du Sud. La Banque d’Amsterdam joue un rôle prépondérant dans l’essor économique de cette puissance.

### La population
Les Provinces-Unies sont un foyer intellectuel et artistique dans une république où règnent liberté de culte et d'opinion. Elle est la terre des artistes réfugiés et exilés. L’université de Leyde, fondée en 1575, est la plus active et la plus célèbre d’Europe avec des études de langues orientales, de l’anatomie, de la botanique et de l’astronomie. La réputation des imprimeurs hollandais est très grande en Europe, avec 244 libraires. Beaucoup de gazettes et journaux doivent leur succès à l’absence de censure, dont la Gazette d'Amsterdam. C’est un siècle d’or pour les artistes avec les architectes qui construisent les hôtels de ville, les demeures bourgeoises… Les Provinces-Unies dominent l’Occident avec la philosophie de Spinoza, la science de Huygens mais surtout la peinture à travers les œuvres de Vermeer, Rembrandt.

### L’apogée troublée des Provinces-Unies

#### Des Provinces-Unies libres
En 1650, la mort de Guillaume II avant la naissance de son fils, Guillaume III, génère du désordre dans le parti orangiste. Les états de Hollande en tirent parti et déclarent chaque province souveraine, même en matière militaire et religieuse, et de ne pas donner de successeur à Guillaume II. Cela fait triompher les thèses républicaines et assure l’hégémonie de la Hollande. En 1651, Jean de Witt se préoccupe de consolider le régime en développant les libertés urbaines et en essayant de mettre au pouvoir Guillaume III qui devient par la suite membre du conseil d'État.

#### Les concurrents des Provinces-Unies
Jean de Witt fait face aux menaces extérieures. Les Anglais, notamment, sortent de l’effacement dans les années 1650 et deviennent les principaux concurrents des Provinces-Unies. La France est également un danger, ce qui pousse Jean de Witt à conclure la Triple-Alliance avec les Anglais et la Suède en 1668. Cette alliance va pousser la France à signer le traité de paix d’Aix-la-Chapelle. Malgré ces difficultés, les Provinces-Unies sont à leur apogée en étant la première puissance commerciale et maritime grâce à l’exploitation de l’Insulinde et par le commerce d’épices qui ne cesse de croître. Les Provinces-Unies restent les maîtresses du commerce de transit et d’entrepôt en mer du Nord et en Baltique mais aussi en Méditerranée. Le crédit de la Banque d’Amsterdam est plus solide que jamais. Par ces capitaux accumulés grâce au commerce maritime, ils investissent dans l’agriculture, de plus en plus perfectionnée, ou dans l’industrie. La population reste toujours aussi riche financièrement et culturellement en attirant toujours de nombreux artistes.

### Déclin des Provinces-Unies
Guillaume III est nommé capitaine et amiral général après l’invasion des Provinces-Unies en avril 1672. Lors de cette invasion se pose un problème, l’armée des Provinces-Unies est négligée et est donc peu nombreuse, mal équipée et non préparée. Le passage du Rhin par les Français, le 12 juin 1672, provoque un sursaut national. En réponse, les Hollandais ouvrent une digue inondant la Hollande mais sauvant Amsterdam. Cependant Utrecht capitule devant les troupes royales françaises. Le 2 juillet 1672, les états de Zélande et de Hollande nomment Guillaume d’Orange stathouder. Le frère de Charles II d'Angleterre, Jacques II Stuart, lui succède en 1685. Ce dernier s’est converti au catholicisme et multiplie maladresses et provocations. Des parlementaires anglais font ainsi appel à Guillaume III d’Orange, qui est protestant et époux de Marie, fille aînée de Jacques II. Il s’enfuit en France en décembre 1688 et en février 1689, Guillaume et Marie sont proclamés roi et reine d’Angleterre par le Parlement britannique. Cette nouvelle place de Guillaume d’Orange permet le triomphe des orangistes. Ses charges de stathouder et capitaine général seront déclarées héréditaires. Il en profite pour accroitre ses pouvoirs malgré l’opposition de la République. Guillaume d’Orange décide de sacrifier les intérêts des Provinces-Unies sur les actes de navigation. La guerre de la Ligue d'Augsbourg coûte très cher à la république et lui apporte peu, mais Guillaume d’Orange réussit à convaincre les états généraux de prendre la tête de la Grande Alliance de La Haye. À sa mort, les états de Hollande refusent son successeur, Jean Guillaume, son cousin. Cela entraine la seconde période sans stathouder.
Donc les Provinces-Unies sont dépassées économiquement par les progrès de l’Angleterre, même si elles conservent les riches Indes néerlandaises, des ports actifs, des vaisseaux nombreux. Mais elles sont victimes de la concurrence anglaise, de leur population moins nombreuse, et de l'insuffisance de leurs institutions politiques.